# Юнско въстание
Юнското въстание е стихийно селско въстание в България в отговор на военния Деветоюнски преврат от 1923 г. Това определение е дадено от българската марксическа историография.
Съвременни историци оценяват ответните на преврата събития не като въстание, а като бунтове поради стихийния неорганизиран характер на противопоставянето и мащаба на водените въоръжени действия.

## Обстановка
С преврата от 9 юни е свалено правителството на Българския земеделски народен съюз начело с премиера и лидер на БЗНС Александър Стамболийски, жестоко убит в края на въстанието.
Управляващата партия БЗНС не съумява да организира съпротива срещу преврата, особено след като претърпява тежко поражение в София – разквартируваната в столицата негова земеделска въоръжена Оранжева гвардия е разоръжена и пленена. По време на преврата Стамболийски е във вилата си в родното си село Славовица. ЦК на БКП от своя страна заема позиция на неутралитет, като заявява, че става въпрос за борба за власт между градската и селската буржоазия.

## Ход на въстанието
Въпреки липсата на организация и единно ръководство множество хора в страната се вдигат на въоръжен бунт. Най-масово е въстанието в Плевенско. На 9 и 10 юни, под ръководството на земеделските водачи Георги Кочев и Цоньо Матов, се вдигат почти всички села от Плевенска околия. На 11 юни лидерът на местната организация на БКП Асен Халачев, въпреки позицията на неутралитет на ЦК, слага началото на въстанието в Плевен. Въстаниците завземат почти целия град, в ръцете на властта остават само казармата, околийското и окръжното управление. Същия ден от члена на ЦК Тодор Луканов идва нареждане да се прекратят въоръжените действия. До края на деня силни правителствени войскови части сломяват съпротивата на въстанието в селата около Плевен.
Хиляди селяни въстават в Луковитска и Никополска околия. Ловеч е обсаден от 2000 въстаници, които оказват ожесточена съпротива на правителствените войски в продължение на 4 дни.
Въстанали селяни от Шуменско и Ескиджумайско, броят на които според някои оценки достига до 15 000, обсаждат Шумен. Определена част от тях са етнически турци. След намесата на правителствените войски въстаниците са бързо разгромени.
С ограничен обхват избухват бунтове в Търновско, Пловдивско, Софийско, Старозагорско, Хасковско, Бургаско, Кюстендилско.
Под ръководството на Стамболийски въстават жители на пазарджишките села, които на 10 юни се насочват към Пазарджик. Това са стотици селяни от околните села, които не са подкрепени от членовете на БКП. Достигайки пред града, заповед за нападение не е дадена от Стамболийски поради явната неравност на силите и опасенията, че местният гарнизон няма да ще подчини на сваления министър-председател. На 11 юни откъм Пазарджик се открива артилерийска стрелба и за да не се превърне в кървав погром над обсадилите въстаници, Стамболийски нарежда те да се разпръснат. Самият той в продължение на 3 дни се крие от село на село. На четвъртия ден е предаден от 7 селяни от село Голак. След жестоки изтезания е умъртвен във вилата си.
При потушаването на въстанието в разбунтувалите се райони, множество активисти на БЗНС и БКП са арестувани и осъдени за държавна измяна.

## Оценки на данните
Изследванията на историографията по времето на тоталитарния комунистически режим, които са цитирани като база за текста по-горе, оценяват Деветоюнския военен преврат като фашистки поради използването на военна сила за завземане на властта и потушаване на съпротивата, както и поради крайно дясната радикална политика, проявила се още в първите дни в гонения на земеделци, комунисти и други леви активисти. Оттук последвалите в отговор действия – разглежданото тук стихийно Юнско въстание и последвалото що-годе организирано Септемврийско въстание, са оценявани като антифашистки. В „Кратка българска енциклопедия“, издадена през 1968 г., и в „Кратка история на България“ от 1981 г. въстанието е наречено антифашистко, което обаче противоречи на широко разпространената оценка на същата историография от онова време, че проведеното по-късно Септемврийско въстание е първото в света антифашистко въстание.
Съвременни критици оспорват тогавашните квалификации за „фашистки“ военен преврат и ответни „антифашистки“ въстания/бунтове.
По поръчка на ЦК на БКП е извършено проучване от Музея на революционното движение в България. След многогодишни изследвания на музея резултатите са публикувани в неговия годишник („Победа“, София) от 1969 г. След 3 години е издадена книгата „Звезди във вековете“, албум на всички загинали в съпротивата от 1923 до 1944 година. Във въстанието загиват общо 35 души:
- във Великотърновски и Пазарджишки окръзи загиват по 7 души;
- в Бургаски и Благоевградски окръг загиват по 5 души;
- в Ловешки окръг загиват 4 души;
- в Плевенски окръг загива Асен Халачев (БКП).

Тези данни не потвърждават тезата за „масово участие във въстанието“ отпреди 1990 г.

## Причини за неуспеха
Селските вълнения срещу преврата от 9 юни 1923 г. са без единно ръководство и координация, имат стихиен, неорганизиран характер и са без ясни политически цели освен естествения стремеж за съпротива срещу незаконната нова власт и борба за възстановяване на земеделското управление. Поради спонтанното им избухване веднага след преврата, без подготовка, те бързо и лесно са потушени от добре въоръжените правителствени органи на вътрешния ред.
Според оценките до 1990 г. основна причина за поражението на въстанието е липсата на единодействие между левите партии – управляващата БЗНС и опозиционната БКП, обявила неутралитет спрямо десния преврат. Това е породено от принципните различия между политическите платформи на комунисти и земеделци и влошените взаимоотношения след Войнишкото въстание и при управлението на Стамболийски.